# Mundo do pensamento

## Jurídico
Glttlob Frege toma o termo "pensamento" não como uma atividade subjetiva de pensar, mas sim como o seu conteúdo objetivo, apto para ser propriedade comum de muitos. Husserl, posteriormente, fará a distinção entre "ato de pensar", que é subjetivo e temporal, e "pensamento", que é o produto do ato de pensar, atemporal e objetivo. Karl Popper, então, fará a distinção entre o mundo mental (subjetivo), o mundo real (objetivo) e o mundo ideal (ou dos pensamentos objetivos). É a conhecida teoria dos três mundos. O "mundo do pensamento", para Popper, seria esse mundo independentemente do sujeito que pensa, ou seja, do pensamento sem pensador. A literatura, a filosofia, a história apenas seriam possíveis porque seriam um "tesouro comum da humanidade" (Frege), possível de apreensão por todos os homens, sujeitos pensantes. Assim, o pensamento tem um caráter público e partilhado, sendo uma realidade que se faz presente na vivência intersubjetiva do discurso.
Pontes de Miranda, ainda que sem expressa menção ao desenvolvimento filosófico deste conceito, fez dele uso para explicar o fenômeno da incidência da norma jurídica. Para o jurista alagoano, a incidência seria o efeito automático e infalível da norma jurídica, que ocorreria no mundo do pensamento, de transformar os fatos nela descritos em fatos jurídicos. A norma, que seria a significação intersubjetivamente vivida pela comunidade do discurso, incidiria infalivelmente como simbolismo jurídico sancionado. Com isso, competeria ao aplicador da norma jurídica buscar aplicar a norma que incidiu, ou seja, praticar uma atividade principalmente de conhecimento e minimamente de vontade: o ato de decidir deveria o mais que possível subordinar-se ao ordenamento jurídico pressuposto e não criar uma norma para o caso concreto, apenas.
A teoria pontesiana do direito, deste modo, rejeita toda sorte de relativismo hermenêutico, entendendo a interpretação do texto positivo apenas como atividade criativa nos limites permitidos pelo ordenamento jurídico, que é um todo pleno de sentido. Assim, no ato de interpretar/aplicar há já posto o "a priori" do texto legal e da comunidade do discurso, que servem de limites paradigmáticos para a construção de sentido. Interpretar, portanto, não é construir sentido do nada, mas buscar o sentido predisposto no texto, em uma atividade que reconstrói a sua significação, respeitando os limites textuais e contextuais.
Com isso, a obra de Pontes de Miranda, com os ajustes necessários devido à evolução da hermenêutica e da filosofia da linguagem, continua a ser um importante instrumento de compreensão do fenômeno jurídico.